# Volkmar Küntscher
Volkmar Küntscher (* 5. September 1939 in Dresden; † 2. Februar 2005) war ein deutscher Ingenieur, der als einer der bekanntesten Motorenfachleute der DDR galt.
Küntscher studierte an der TU Dresden. Während seiner Assistenzzeit am Lehrstuhl für Kraftfahrzeugtechnik und Verbrennungsmotoren verfasste er seine Dissertationsschrift Der Einfluß der Saugrohre auf das Luftverhältnis beim Zweitakt-Ottomotor mit Vergaser, mit der er 1969 promoviert wurde. Es folgten mehrere Tätigkeiten in der Industrie. Nach erfolgreichem Absolvieren seiner Promotion B wurde er 1978 zum Professur für Kraftfahrzeugmotoren an die Ingenieurhochschule Zwickau, aus der später die Technische Hochschule Zwickau hervorging, berufen. Er hatte zeitweise die Leitung der Sektion Kraftfahrzeugtechnik inne. Ab 1992 war er zudem Senior Vice President und Technischer Direktor der Deutschen ABB AG Mannheim.
Küntscher befasste sich vor allem mit der elektronisch gesteuerten Kraftstoffdosierung, mit der die Gemischbildung und Verbrennung verbessert werden sollte. Er war Autor des Lehrbuchs Kraftfahrzeugmotoren. Auslegung und Konstruktion, das mittlerweile in vierter Auflage vorliegt, sowie zahlreicher weiterer Veröffentlichungen. 